# Quintana (Soba)
Quintana es una localidad española del municipio de Soba, perteneciente a la comunidad autónoma de Cantabria. 

## Geografía
La localidad se encuentra a 510 m s. n. m. y a 3,8 km de la capital municipal, Veguilla. Es una de las localidades por las que discurre el sendero de pequeño recorrido PR-S.20, «Camino de la Sía», desde Rellano hasta Veguilla, de 9 kilómetros de longitud.

## Historia
Hacia mediados del siglo XIX, el lugar, ya por entonces perteneciente a Soba, tenía contabilizada una población de 138 habitantes. Aparece descrito en el decimotercer volumen del Diccionario geográfico-estadístico-histórico de España y sus posesiones de Ultramar de Pascual Madoz con las siguientes palabras:

QUINTANA: l. en la prov. y dióc. de Santander, part. jud. de Ramales, aud. terr. y c. g. de Búrgos, ayunt. del valle de Soba. sit. á la parte occidental del valle en la falda de un barranco y sobre terreno bastante llano; su clima es saludable. Tiene 34 casas; igl. parr. (San Félix), matriz de Bustancilles y Labin, servida por dos curas y buenas aguas potables. A la parte E. de la pobl., y sobre un pequeño cerro que la domina, se encuentra una torre ó casa fuerte que se halló guarnecida por las tropas nacionales, y en la que capitularon en agosto de 1836, al acercarse la faccion, 30 hombres del batallon franco de la prov.; actualmente está derruida la parte fortificada, y habita en ella un inquilino. Confina con los anejos, Balcaba, Cacedo y concejo de San Martin. El terreno es muy bueno y le fertilizan las aguas del arroyo llamado la Gandara. Hay montes de roble que cuidan con mucho esmero, y multitud de castaños. prod.: trigo, maiz y pastos para el ganado lanar, vacuno, yeguar y cabrío que cria. pobl.: 34 vec., 138 alm. contr.: con el ayunt.
(Madoz, 1849, p. 318)

En 2023, la entidad singular de población tenía empadronados 61 habitantes y el núcleo de población, también 61.

## Patrimonio
- Torre de los Velasco: También conocida como «torre de Quintana», torre-cubo gótica datada en el siglo XV, con reformas posteriores, declarado Bien de Interés Cultural en el año 1992. Se encuentra junto al cementerio de la localidad. Su lamentable estado de conservación pone en riesgo su integridad, motivo por el cual ha sido incluido en la  Lista roja de patrimonio en peligro de la asociación para la defensa del patrimonio Hispania Nostra.

## Personas relevantes
- Fernando Fernández Lavín: periodista del siglo XX, nacido en la torre de los Velasco o torre de Quintana.
- Manuel Francisco Martínez Fernández, de profesión consejero del Banco de España, y su mujer, Francisca del Valle Gutiérrez, ambos naturales de Quintana de Soba. Fueron los padres del famoso arquitecto cántabro Eloy Martínez del Valle
- Alejandro del Valle Gutiérrez, empresario azucarero y promotor del ensache de Castelar en Santander.
- Andrés del Valle Gutiérrez, hermano y socio del anterior.